# ری دیکین
ری دیکین (انگلیسی: Ray Deakin; ۱۹ ژوئن ۱۹۵۹ – ۲۴ دسامبر ۲۰۰۸) بازیکن فوتبال اهل بریتانیا بود.
از باشگاه‌هایی که در آن بازی کرده‌است می‌توان به باشگاه فوتبال بولتون واندررز، باشگاه فوتبال اورتون، باشگاه فوتبال برنلی، و باشگاه فوتبال پورت ویل اشاره کرد.